# ジュリアン・ガデ
ジュリアン・ガデ（Julien Guadet、1834年 - 1908年）は、フランスの建築家。ボザールにおいて合理主義の集大成なる人物である。
エコール・デ・ボザールに学び、当初アンリ・ラブルーストに師事、後アトリエが解散するため、アンドレー・アトリエに移籍する。1864年、ネオグレコ的な形式の作品をひっさげてローマ大賞受賞。1871年から1894年にかけては、公立アトリエ・パトロンをつとめる。1894年から1908年まで、母校ボザールの建築論担当教授。
典型的な合理主義者であったが、保守的な古典主義者で、ゴシック派に対しては手厳しかった。用・強・美の古典3原理を重んじ、ために架橋重視的な態度をも批判展開し、装飾過剰についてもやかましかった。それまでのボザール出身建築家以上に古典主義への傾倒をみせ、その古典主義がそのまま合理主義として表されている。アール・ヌーボーに代表される装飾過剰の風潮に対し改めて建築の美的特質と用途との一致を求め、均整の取れた建築構成を説いており、こうした理論的背景の中で機能論的アプローチが台頭している。
のちにボザールでパースペクティブ講座の講師になる息子のポールは、自邸でコンクリートを用いた住宅を試みている。オーギュスト・ペレ兄弟の施工で実現したこの住宅は内部の機能をそのまま外部に表現、3階建てで屋上に庭園を備え、ファザードにタイルを張って、直線的な装飾を施しているほか、寝台までコンクリートで施工している。

## 主な作品
- 中央郵便局、パリ、1880年
- サン・ジェルマン大通アパート、パリ、1880年